# Saxicavella pacifica
Saxicavella pacifica är en musselart som beskrevs av Dall 1916. Saxicavella pacifica ingår i släktet Saxicavella och familjen Hiatellidae. Inga underarter finns listade i Catalogue of Life.